# Интеграл Юнга
Интегра́л Юнга — обобщение понятия интеграла Римана и Дарбу, эквивалентное интегралу Лебега. Дано Юнгом в 1905 году. Основная идея Юнга состояла в расширении понятия интеграла Римана путём замены сегментов разбиения множествами и в допущении счетных разбиений.

## Определение
Интегралом Юнга по измеримому множеству {\displaystyle S} называется выражение:
{\displaystyle \int _{k}^{k'}I(k)dk+k*mS} , где
{\displaystyle S} - некоторое множество, {\displaystyle k\leqslant f(x)\leqslant k'} - ограниченная интегрируемая функция,
{\displaystyle \phi (x)=\leqslant _{x'\to x}f(x')}, {\displaystyle I(k)=mE_{x\in S}(\phi (x)\geqslant k)}.